# Typhlodromus occiduus
Typhlodromus occiduus är en spindeldjursart som först beskrevs av Wolfgang Karg 1990.  Typhlodromus occiduus ingår i släktet Typhlodromus och familjen Phytoseiidae. Inga underarter finns listade i Catalogue of Life.